# Aerodom
Aerodom acrónimo de Aeropuertos Dominicanos Siglo XXI, es una empresa concesionaria de República Dominicana para la administración de los aeropuertos del Estado dominicano, la movilización de pasajeros y de aerolíneas. Aerodom gestiona 6 aeropuertos y un aeródromo.
Desde abril del 2016 forma parte  de la plataforma aeroportuaria mundial de Vinci Airports.

## Aeropuertos
- Aeropuerto Internacional Las Américas en Santo Domingo
- Aeropuerto Internacional Presidente Dr. Joaquín Balaguer, en Santo Domingo Norte
- Aeropuerto Internacional Gregorio Luperón, en Puerto Plata
- Aeropuerto Internacional María Montez, Barahona
- Aeropuerto Internacional Presidente Juan Bosch, Samaná
- Aeródromo Arroyo Barril, Samaná.

## Aerolíneas
- Air Antilles Express
- Air Berlin
- Air Canada
- Air Caraibes
- Air Century
- Air Europa
- Air France
- Air Transat
- American Airlines
- Aserca Airlines
- Arajet
- ArkeFly
- Avianca
- Blue Panorama
- Condor
- Copa Airlines
- Cubana	de Aviación
- Delta Air Lines
- Eurowings
- Finnair
- Helidosa
- Iberia
- Insel Air
- Intercaribbean Airways
- Jetair Fly
- JetBlue Airways
- Laser Airlines
- Novair
- Spirit Airlines
- Seaborne Airlines
- Servicios Aéreos Profesionales (SAP)
- PAWA Dominicana
- Sunrise Airways
- Sunwing Airlines
- Thomsonfly
- Travel Service Airlines
- United Airlines
- Venezolana de Aviación
- WestJet
- XL Airways
- White Airways